# 第20SS武装擲弾兵師団
第20SS武装擲弾兵師団 （エストニア第1）（独: 20.Waffen-Grenadier-Division der SS (estnische Nr.1), エストニア語: 20. Eesti relvagrenaderide SS-diviis）は、第二次世界大戦中のナチス・ドイツ武装親衛隊の師団。主にエストニア人義勇兵によって構成されたこの師団は1944年5月25日に創設され、終戦までソビエト赤軍と戦った。

## 背景
1940年6月16日、バルト海に面するエストニアはソビエト赤軍の侵略を受けた。6月21日までにソビエト赤軍はエストニア占領を終了させたが、それは「エストニア共産主義者による革命」をソビエト赤軍が支援した、という形で「正式」なものとなった。
しかし約1年後の1941年6月22日、ドイツ国防軍はバルバロッサ作戦を発動し、ソビエト連邦領内への侵攻を開始した。破竹の勢いで進撃するドイツ軍部隊はやがてバルト三国にも到達したが、エストニア人はドイツ軍をソ連の抑圧からの解放者と捉えて歓迎した。しかし、エストニア領内からソビエト赤軍部隊が一掃されて一時的にエストニアの独立回復は叶ったものの、後にエストニアはドイツ軍の占領下（Reichskommissariat Ostland：東方帝国委員会）に置かれた。

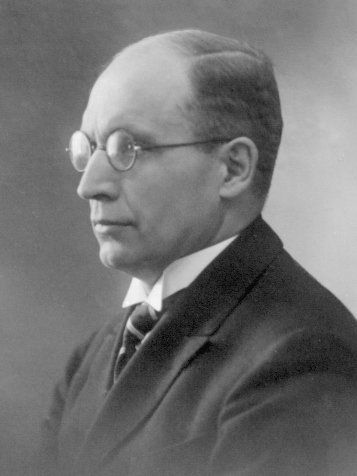
ユーリ・ウルオツ

1944年1月、東部戦線全域においてドイツ国防軍はソビエト赤軍の大攻勢の前に後退を続け、東部戦線北部のドイツ軍部隊もエストニア国境まで押し戻されていた。そのため、ドイツ軍当局は1944年1月31日、エストニアにおいて募兵を行うことを発表した。2月7日、ユーリ・ウルオツ（エストニア共和国憲法上、最後の首相）は、エストニア独立を保持するために軍を動員することをラジオで演説した。そして徴兵された38,000名をもとに、第20SS武装擲弾兵師団の編成が始まった。
第20SS武装擲弾兵師団は、第3エストニアSS義勇旅団（3. Estnische SS Freiwilligen Brigade）が師団の基幹となり、さらに東方大隊（Ost Battalions）、第287警察歩兵連隊（287th Police Fusilier Battalion）、エストニア人で編成されていたフィンランド軍第200歩兵連隊（Finnish Infantry Regiment 200）らが合流した。

## 戦歴

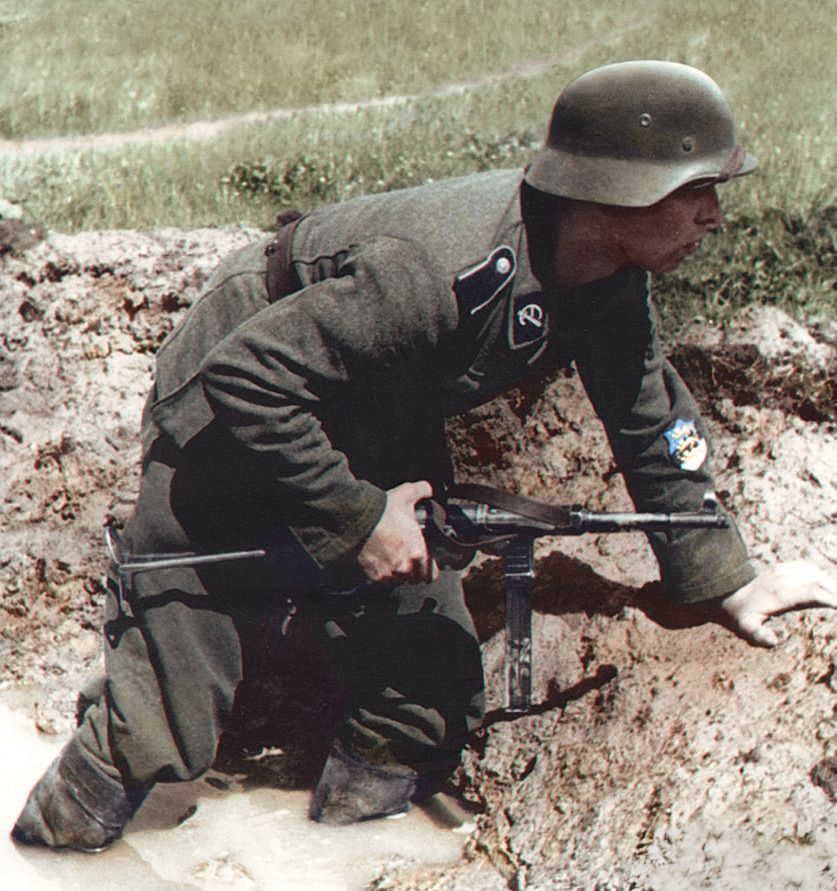
MP40を装備する師団兵。左袖に部隊章が見られる

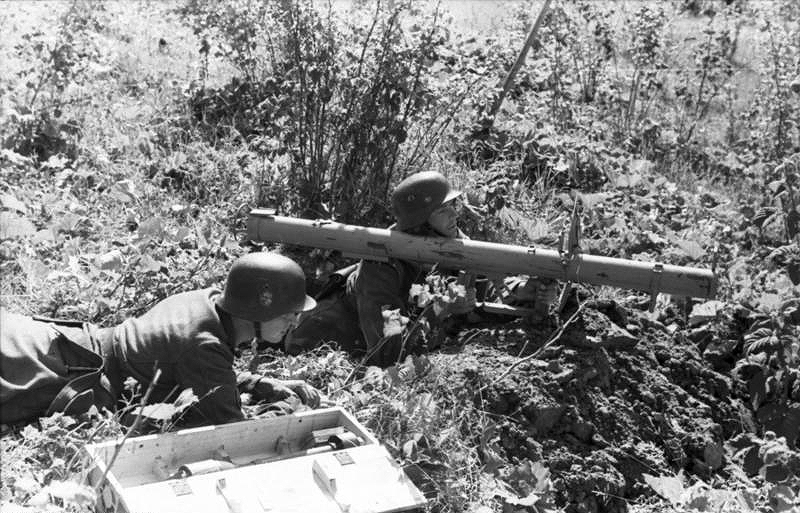
ナルヴァの戦いで戦闘中の師団兵

### ナルヴァの戦い
1944年2月8日、第20SS武装擲弾兵師団は第ⅢSS装甲軍団（司令官フェリックス・シュタイナーSS大将）に所属し、ナルヴァ橋頭堡の防衛を命令された。ナルヴァ橋頭堡は北方からソビエト赤軍の攻撃を受けており、ドイツ第9、第10空軍野戦師団が防衛していたが、激戦によって彼らは師団長を含む多くの将兵を失っており、第20SS武装擲弾兵師団がその残存部隊と交代することになっていた。
2月20日、戦線に到着すると同時に、第20SS武装擲弾兵師団はソビエト赤軍の橋頭堡を殲滅するよう命令された。彼らは9日間に渡って激戦を繰り広げたが、最終的にナルヴァ川の対岸へソビエト赤軍を押し戻し、戦線の立て直しに成功した。
1944年5月、師団は前線より引き上げられ、第5SS装甲師団「ヴィーキング」に所属していたエストニア人部隊であるSS義勇装甲擲弾兵大隊「ナルヴァ」を偵察大隊として吸収し、再編成を行った。その頃、ドイツ軍へのエストニア人の徴兵はかなり順調であった。1944年の春までに、第20SS武装擲弾兵師団に所属した約15,000名を含めた約32,000名のエストニア人がドイツ軍へ配属されていた。
1944年7月25日、シュタイナーSS大将はナルヴァ市西方の防衛線であるタンネンベルク線（Tannenbergstellung）への後退を第ⅢSS装甲軍団の各部隊に通達した。第20SS武装擲弾兵師団は新しく築かれた防衛線の丘（Lastekodumägi Hill）へ配備され、その翌月までこれらの丘を巡ってソビエト赤軍と激しい攻防戦を行った。のちにこの戦いは「青い丘の戦い」（battles on the Sinimäed hills）としてエストニアの歴史に残る事になる。
1944年9月中旬、第三帝国総統アドルフ・ヒトラーは、エストニアのドイツ軍部隊の後退を許可した。この時、自分たちの故郷を守ることを願い出たエストニア人将兵たちは、ドイツ軍での任務から解かれてエストニアに残留することが許可された。大勢の将兵がこれに応じ、そして他のエストニア部隊と共にソビエト赤軍と戦った。その後、一部将兵は反共ゲリラ「森の兄弟（フォレスト・ブラザーズ）」となり、森林地帯へ潜伏し、のちにソ連に弾圧された。これによって第20SS武装擲弾兵師団は一気に弱体化し、彼らは再編成の為にノイハンマー（Neuhammer, 現：Świętoszów）へ移動した。

### 最後の戦い
1945年、第20SS武装擲弾兵師団はオーデル・ナイセ線に配備されたが、ソビエト赤軍の攻撃の前にドイツ軍防衛線は押し戻されていた。その後、師団は第XI軍団と共にオーバーグローガウ（Oberglogau）～ファルケンベルク（Falkenberg）～フリートベルク（Friedberg）地区でソビエト赤軍に包囲された。彼らは3月17日に突破を試みて失敗し、再び包囲されたが、その後は突破に成功した。
1945年4月、師団の残存兵はゴルトベルク（Goldberg）周辺の南地区へ移動、降伏をソビエト赤軍ではなく、西側連合軍へ行うために西へ移動した。師団はライヒェンベルク（Reichenberg）、アンナベルク（Annaberg）の山で退却中、ソビエト赤軍に包囲され、降伏した。

## エストニア人騎士鉄十字章受章者
第20SS武装擲弾兵師団に勤務したエストニア人義勇兵のうち、以下の4名が大戦中に騎士鉄十字章を授与されている（ただし、アルフォンス・レバネは同師団に所属する以前のドイツ国防軍第658エストニア義勇大隊指揮官時に受章。また、それぞれの階級は受章時ではなく大戦中の最終階級を表記）。
- アルフォンス・レバネ武装大佐（Waffen-Standartenführer Alfons Rebane）
- ハーラル・ヌーギセクス武装軍曹（Waffen-Unterscharführer Harald Nugiseks）
- ハーラル・リイパル武装中佐（Waffen-Obersturmbannführer Harald Riipalu）
- パウル・マイトラSS少佐（SS-Sturmbannführer Paul Maitla）

## 歴代師団長
- フランツ・アウグスベルガー (de:Franz Augsberger) 親衛隊少将（1944年1月24日）
- ベルトルト・マーク (de:Berthold Maack) 親衛隊少将（1945年3月19日）

## 戦闘序列
- 第45SS義勇擲弾兵連隊（エストニア第1）（SS-Freiwilligen-Grenadier-Regiment 45 (estn. Nr.1)）
- 第46SS義勇擲弾兵連隊（エストニア第2）（SS-Freiwilligen-Grenadier-Regiment 46 (estn. Nr. 2)）
- 第47SS義勇擲弾兵連隊（エストニア第3）（SS-Freiwilligen-Grenadier-Regiment 47 (estn. Nr. 3)）
- 第20SS義勇偵察大隊（SS-Freiwilligen-Divisions-Füsilier-Bataillon 20）
- 第20SS対戦車猟兵大隊（SS-Panzerjäger-Abteilung 20）
- 第20SS義勇砲兵連隊（SS-Freiwilligen-Artillerie-Regiment 20）
- 第20SS義勇高射砲大隊（SS-Freiwilligen-Flak-Abteilung 20）
- 第20SS義勇工兵大隊（SS-Freiwilligen-Pionier-Bataillon 20）
- 第20SS通信大隊（SS-Nachrichten-Abteilung 20）
- 第20供給諸隊（Versorgungseinheiten 20）